# Pilosella polymastix
Pilosella polymastix — вид квіткових рослин з родини айстрових (Asteraceae). Вид зростає в Європі: Фінляндія, Нідерланди, Німеччина, Швейцарія, Австрія, Польща, Чехія, Угорщина, Румунія, Латвія, Литва, Білорусь, Україна; це багаторічна рослина помірних біомів.